# Ylljet Aliçka
Ylljet Aliçka (ur. 23 czerwca 1951 w Tiranie) – albański pisarz, scenarzysta filmowy, dyplomata.

## Życiorys
Jest synem lekarza. W 1974 roku ukończył studia na Wydziale Matematyczno-Przyrodniczym na Uniwersytecie w Tiranie. Po ukończeniu studiów pracował jako nauczyciel przedmiotów ścisłych w górskich wioskach w rejonie Mati. W latach 1983–1992 pracował w Wydawnictwie Podręczników Szkolnych, gdzie przygotowywał programy i podręczniki szkolne z biologii, chemii i matematyki. W 1989 r. doktoryzował się z psychologii. Rok później wyjechał na stypendium na Uniwersytet Stendhala w Grenoble. W latach 1992–1997 pracował w Ministerstwie Kultury, Młodzieży i Sportu. Od 1997 r. pracował jako doradca prasowy w przedstawicielstwie Komisji Europejskiej w Tiranie. W 2007 mianowany ambasadorem pełnomocnym i nadzwyczajnym Republiki Albanii we Francji, akredytowanym także w Portugalii i w Monako. W latach 2008–2013 pełnił funkcję ambasadora Albanii przy UNESCO. W 2016 uzyskał tytuł profesora.
Twórczość pisarską rozpoczął późno, w wieku 45 lat, publikując tomik Tregime (Opowiadania). Po zdobyciu nagród na prestiżowych konkursach literackich w Teramo we Włoszech w 1999 r. i rok później na międzynarodowym konkursie Arts et Lettres de France w Bordeaux, nieznany dotąd Aliçka stał się jednym z najbardziej rozpoznawalnych w Europie albańskich pisarzy. Opowiadania z tomu Kompromis stały się podstawą scenariusza filmu Parullat (Hasła). Film ten otrzymał Nagrodę Młodych w 2001 r. na Festiwalu Filmowym w Cannes. W samej Albanii Kompromis został uznany za książkę roku 2001, a autora uhonorowano Srebrnym Piórem, najwyższą nagrodą przyznawaną pisarzom przez Ministerstwo Kultury.
Fenomen Aliçki zabłysnął szczególnie intensywnie w kraju, który przechodził okres transformacji po dyktaturze Envera Hodży, a większość wydawanych w latach dziewięćdziesiątych dzieł literackich stanowiły utwory rozrachunkowe i martyrologiczne. Aliçka pisząc o przeszłości i pierwszych latach transformacji ustrojowej posługuje się groteską i ironią, opisuje życie codzienne w komunizmie, ukazując różne formy zmagania się z absurdem ideologicznych uwarunkowań, a także dostosowanie się Albańczyków do funkcjonowania w realiach społeczeństwa postkomunistycznego.
Książka Një rrëfenjë me ndërkombëtare (Opowieść o cudzoziemcach) została w 2006 roku wyróżniona prestiżową nagrodą KULT, przyznawaną dla najlepszej książki roku. W 2013 został uhonorowany Srebrnym Piórem (alb. Pende e Argjendte) – prestiżową nagrodą albańskiego ministerstwa kultury za Valsi i lumturisë, uznaną za najlepszą powieść roku 2012.
Tom opowiadań Kompromis, został przetłumaczony na język polski i wydany w 2002 r. przez Wydawnictwo Pogranicze. W tym samym roku pisarz przyjechał do Polski na promocję swojej książki. Ponownie odwiedził Polskę w 2016.

## Prasa polska o Aliçce
Alicka wcale nie miał niezwykłego życia. Jego koleje były tak zwykłe, jak losy dziesiątek jego kolegów i koleżanek, którzy na przełomie lat 60. i 70. lub później studiowali na tirańskim uniwersytecie. Po dyplomie dostał nakaz pracy w szkole w jednej z zapadłych wiosek na północy kraju, położonej wśród niegościnnych albańskich gór. Pierwszym i najważniejszym zadaniem, jakie wyznaczył mu dyrektor szkoły, była opieka nad hasłem. Hasła mogły być długie albo krótkie. Te długie, ciągnące się na kilometry, jak na przykład: „Trzeba myśleć, trzeba pracować, trzeba żyć jak rewolucjoniści” dyrektor przydzielał nauczycielom podejrzewanym o niewłaściwą postawę klasową. W cenie były te krótkie, jak „Precz z imperializmem”. Ułożenie ich z kamieni na górskim stoku, by były widoczne z daleka, nie zajmowało wiele czasu. (...) Opowiadania Alicki okazały się jednak, choć nie od razu, wydawniczym hitem, a film „Hasła”, nakręcony na podstawie kilku z nich, szedł przy pełnych salach. Jego pierwsze utwory, zdobywając nagrody na prestiżowych konkursach we Francji i we Włoszech, otworzyły sobie drogę na zapatrzony w Zachód albański rynek. Jak zauważa w posłowiu tłumaczka Dorota Horodyska opowiadania Alicki zdobyły tak wielką popularność, gdyż wniosły do rozrachunkowej literatury „satyrę, ironię, sarkazm”,

## Publikacje w języku polskim
- Kompromis. 13 opowiadań albańskich, przekład i posłowie Dorota Horodyska, Sejny 2002. ISBN 83-86872-28-4
- Przykry incydent, przeł. Dorota Horodyska, Krasnogruda XVI (2002/2003), s. 146–148.
- Pisarze, przeł. Dorota Horodyska, Czas Kultury 2011/3, s. 64–71.

## Publikacje w języku albańskim
- Tregime (Opowiadania) Tirana 1997.
- Kompromisi (Kompromis) Tirana 2000.
- Parullat me gurë (Hasła w kamieniu) Tirana 2003.
- Një rrëfenjë me ndërkombëtare (Opowieść o cudzoziemcach) Tirana 2006.
- Koha e puthjeve : tregime, Tirana 2010
- Valsi i lumturisë (Walc szczęścia), Tirana 2012
- Komunikimi dhe kultura: Imazhi ne veprim, Tirana 2015
- Ndërkombëtarët, Tirana 2016
- Metamorfoza e nje kryeqyteti (Metamorfoza pewnej stolicy), Tirana 2019

## Scenariusze filmowe
- 2001: Parrullat
- 2008: Kronikë provinciale
- 2016: Lulet Plastike
- 2018: Ndërkombëtarët
- 2018: Poeti
- 2020: Profesionisti